# Constitution colombienne de 1886

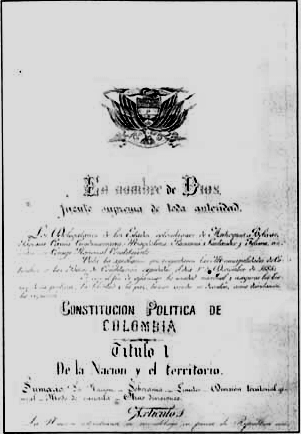
Document de la constitution de 1886.

La Constitution de la Colombie de 1886 est la constitution qui a créé la République de Colombie actuelle. Avant 1886, l'État était nommé États-Unis de Colombie. Une coalition de modérés libéraux et de conservateurs met fin à l'hégémonie libérale et place Rafael Núñez au pouvoir pour abroger la Constitution de Rionegro et en établir une nouvelle.
Cette constitution, en place jusqu'en 1991, ancre fermement la Colombie dans un corpus idéologique et des pratiques politiques conservatrices, même pendant les périodes de gouvernements libéraux.

## Assemblée Constituante

Carte représentant les République de Colombie en 1886.

L'Assemblée constituante est composée de 18 délégués, deux représentants par État souverain.
Rafael Núñez annonce un programme de renaissance nationale et fait passer le pays d'un système fédéral décentralisé à un système centralisé avec une présidence centrale forte. Le mandat présidentiel passe de deux à six ans. Le président de la République est élu par le Congrès. Les présidents de chaque État sont renommés gouverneurs et sont désignés par le président. Les gouverneurs choisissent les maires de leur département, à l'exception du maire de Bogota, qui est choisi par le président lui-même. Ainsi, le président a le contrôle de l'exécutif à tous les niveaux.
Cependant, le président ne peut exercer deux mandats successifs (article 127).
La chambre, les assemblées départementales et les conseils municipaux sont élus par vote populaire. Les sénateurs sont élus par les assemblées départementales. Le suffrage pour les élections de portée nationale a été limité : les hommes doivent avoir 21 ans ou plus et être alphabétisés. La restriction de savoir lire et écrire ne s'applique pas aux élections régionales.
Le poste de vice-président est rétabli et est initialement occupé par Eliseo Payán.
La religion catholique devient la religion officielle. En 1887, le président Rafael Núñez signe un concordat avec le Vatican, rendant à l'Église catholique romaine les pouvoirs qu'elle avait perdus avec la constitution précédente.
Ces changements constitutionnels, basée sur les courants partisans du moment sans être issus d'un accord entre les partis ni de la volonté du peuple, sont la source d'une polarisation bi-partisane et de violence pour de nombreuses années. La population commence à s'identifier davantage au parti qu'à la nation.
Le segment libéral radical n'a jamais accepté la perte du pouvoir. À trois reprises, entre 1885 à 1895, ils essayent de conquérir le pouvoir par la force. Il faut attendre 44 ans (jusqu'en 1930) pour que le Parti libéral retrouve le pouvoir. 
La Constitution de 1886 reste en vigueur pendant plus d'une centaine d'années, guidant le mandat de vingt-trois présidents de la République de Colombie, jusqu'en 1991.